# Timor Wschodni na Letnich Igrzyskach Olimpijskich 2012
Timor Wschodni na Letnich Igrzyskach Olimpijskich 2012, które odbyły się w Londynie, reprezentowało 2 zawodników. Nie zdobyli oni żadnego medalu.
Był to czwarty start reprezentacji Timoru Wschodniego na letnich igrzyskach olimpijskich.

## Reprezentanci

### Lekkoatletyka
Mężczyźni
| Zawodnik             | Konkurencja | Finał   | Finał   |
| Zawodnik             | Konkurencja | Wynik   | Miejsce |
| -------------------- | ----------- | ------- | ------- |
| Augusto Ramos Soares | Maraton     | 2:45:09 | 84.     |

Kobiety
| Zawodniczka        | Konkurencja | Finał   | Finał   |
| Zawodniczka        | Konkurencja | Wynik   | Miejsce |
| ------------------ | ----------- | ------- | ------- |
| Juventina Napoleão | Maraton     | 3:05:07 | 106.    |